# Kopeček (Broumovská vrchovina)
Der Kopeček (deutsch Kleiner Berg, früher Heiliger Berg) ist ein Berg im Nordwesten der Broumovská vrchovina (Braunauer Bergland) in Tschechien. Er liegt auf der Gemarkung Zdoňov der Stadt Teplice nad Metují im Okres Náchod in Tschechien. Auf seinem bewaldeten Gipfel steht die Ruine der Wallfahrtskirche der Jungfrau Maria.

## Geographie
Der von Wiesen und Feldern umgebene Kopeček befindet sich 700 m westlich von Zdoňov zwischen den Tälern des Zdoňovský potok und des Hrnčířský potok. Östlich erhebt sich der Družstevní vrch (Rauchersberg, 613 m n.m.), im Südosten die Lada (Heide, 623 m n.m.), südlich der Křížový vrch (Holsterberg, 667 m n.m.), westlich der Šibeniční vrch (Galgenberg, 632 m n.m.) und im Nordwesten der Tausch (642 m n.m.).

## Geschichte

### Wallfahrtskirche der Jungfrau Maria

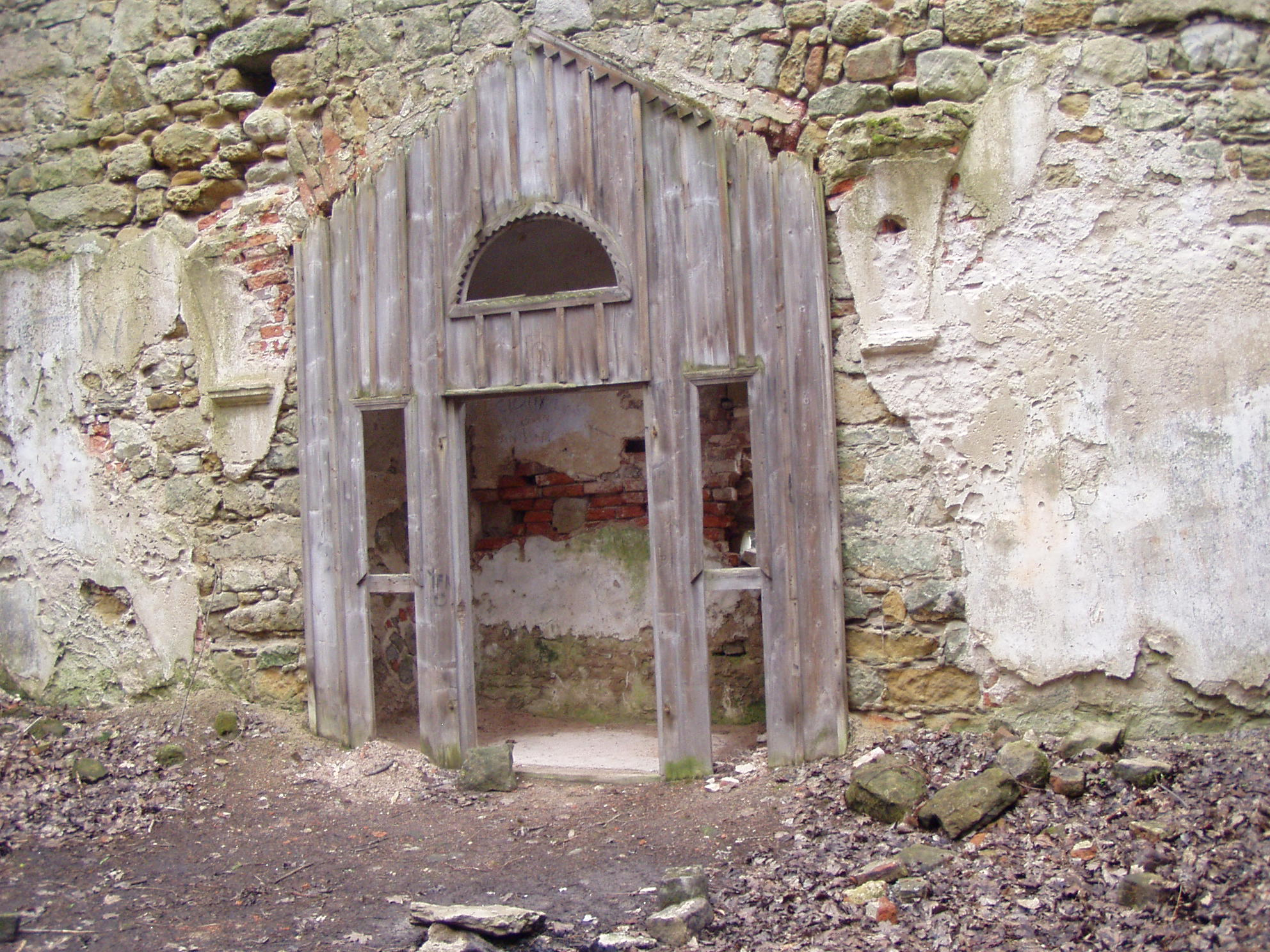
Ehemaliges Kirchenportal

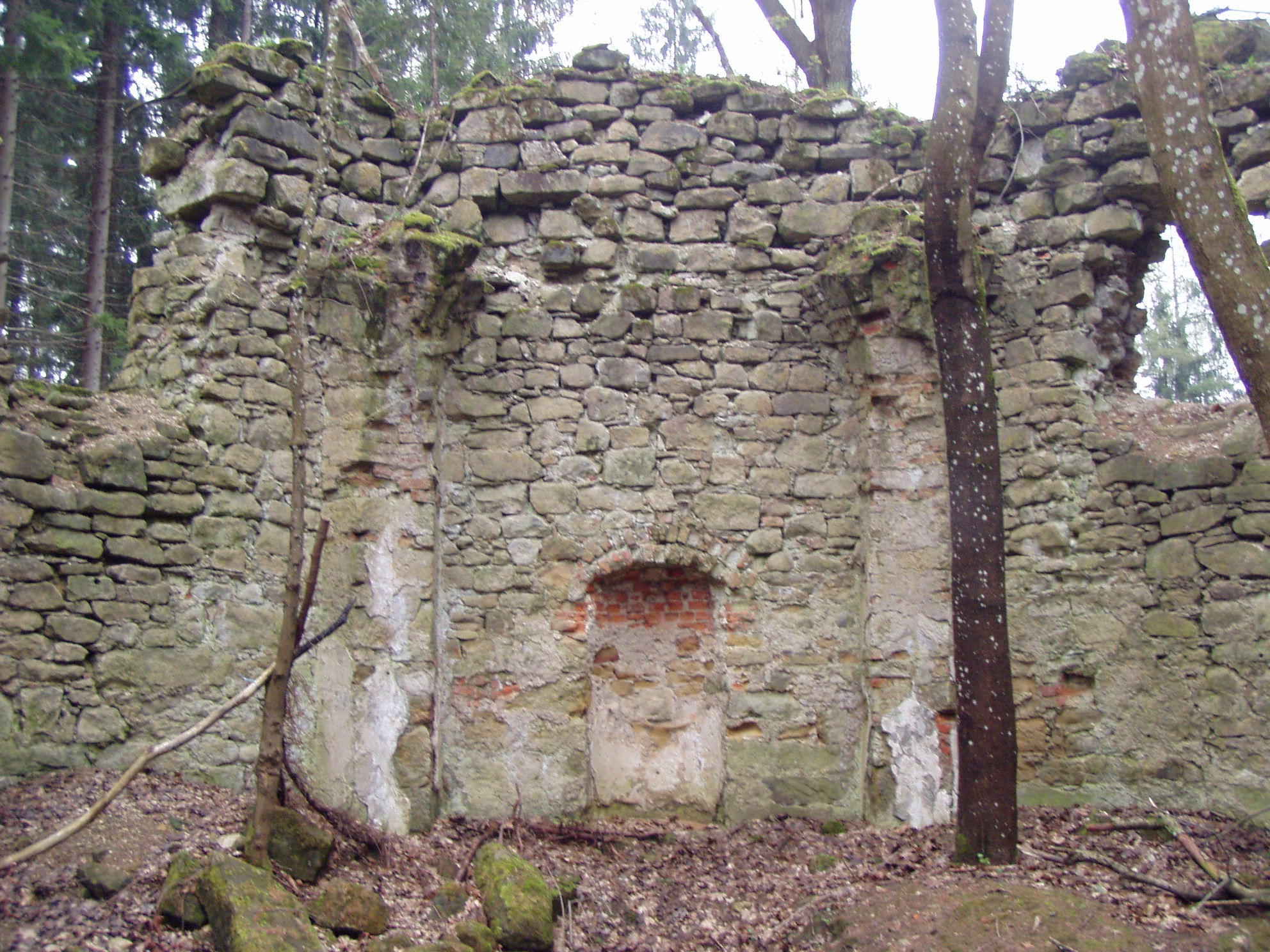
Ehemaliger Altarraum

Auf dem am Kirchweg von Adersbach nach Merkelsdorf befindlichen Berg befand sich früher eine hölzerne Marienkapelle. 1677 ließ der Besitzer der Herrschaft Adersbach, Leopold Ulrich Liebsteinsky von Kolowrat, die baufällige Kapelle durch eine einschiffige steinerne Wallfahrtskirche ersetzen. Die der Jungfrau Maria geweihte Wallfahrtskirche diente den Grafen Kolowrat auf Adersbach zugleich als Grablege.
Im Zuge der Josephinischen Reformen wurde die Wallfahrtskirche auf dem Heiligen Berg 1786 aufgehoben und gesperrt. Die Grafen von Blümegen ließen die Gruft räumen und die 21 Särge in die Pfarrkirche der hl. Dreifaltigkeit nach Merkelsdorf überführen. Die Innenausstattung wurde 1787 öffentlich versteigert.
Anschließend wurde die entweihte und dem Verfall überlassene Kirche noch einige Jahre als Speicher genutzt. Zu Beginn des 19. Jahrhunderts erfolgte der Abriss des einsturzgefährdeten Daches, in den 1830er Jahren war die Kirche bereits zu großen Teilen abgetragen.

#### Sagen
Um die Kirchenruine ranken sich einige Sagen. So soll bei der Beräumung des Gewölbes der Sarg des Sekretärs Johann Georg Scheithauer versehentlich stehen gelassen worden sein. Scheithauer sitze seitdem bei Nacht im Gewölbe der Ruine mit einem Lämpchen auf seinem Sarg und warte auf seine Erlösung. Ebenso soll das versteigerte Gnadenbild immer wieder an seinen alten Platz zurückgekehrt sein, bis es schließlich feierlich auf den Hauptaltar der Merkelsdorfer Pfarrkirche übertragen wurde.

### Kapelle des hl. Johannes von Nepomuk

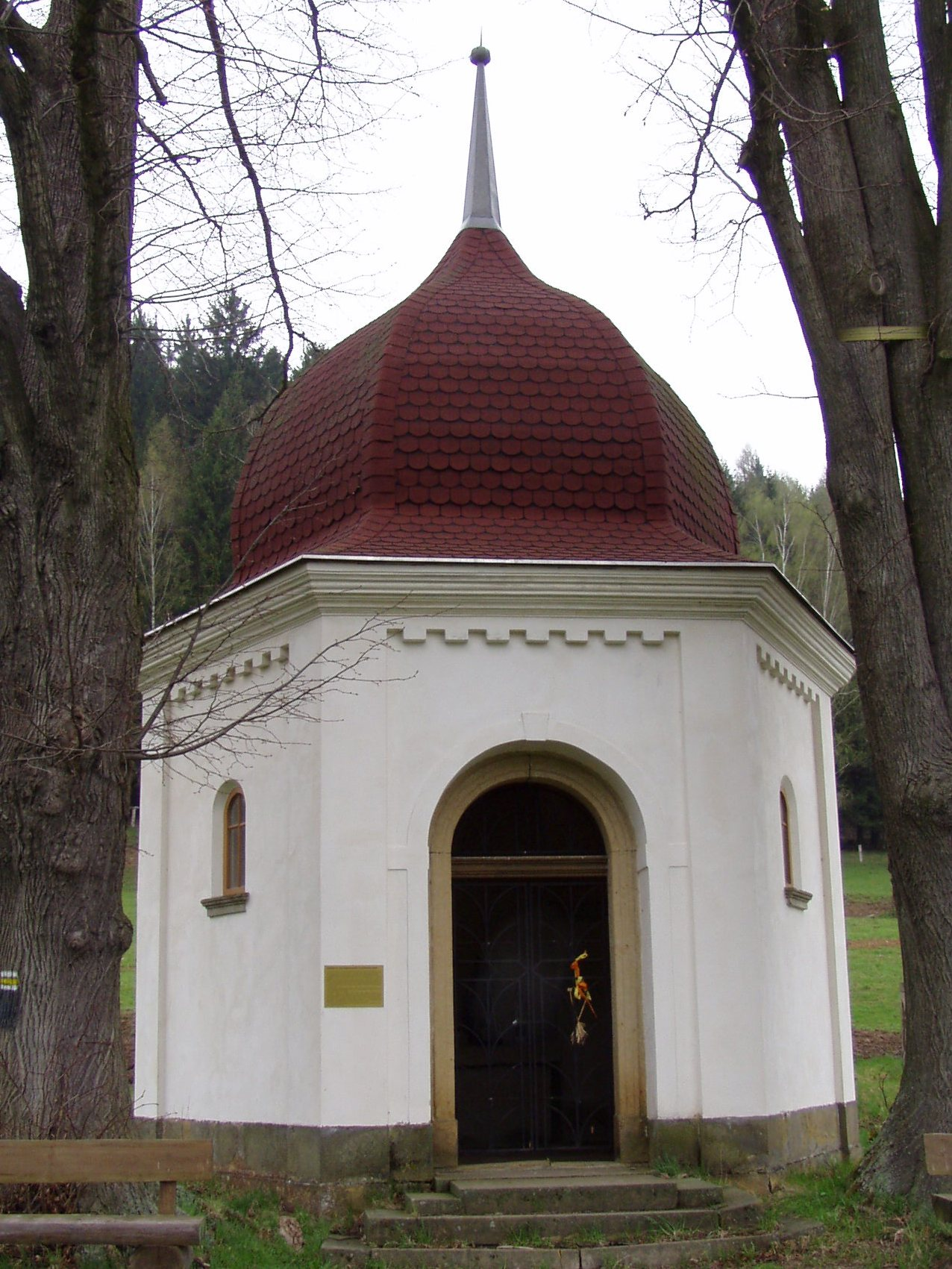
Kapelle des hl. Johannes von Nepomuk

Südlich des Heiligen Berges im Töpfergrund (Hrnčířské údolí) zwischen dem Holsterberg (Křížový vrch) ließ der Verwalter der Herrschaft Adersbach, Matthias Ignaz Doubrawa, im Jahre 1728 am Kirchsteig eine dem hl. Johannes von Nepomuk geweihte hölzerne Wegekapelle errichten. Auf Veranlassung von Barbara Zinke, geborene Rost, wurde die verfallene Kapelle 1880 als steinerner Bau neu errichtet. Sie vermachte der Kirche in ihrem letzten Willen eine Geldsumme mit der Verpflichtung zur Instandhaltung der Kapelle. Bis zum Ende des Zweiten Weltkrieges sorgte die Familie Rost aus Merkelsdorf für die Unterhaltung der Kapelle. Nach deren Vertreibung war die Kapelle dem Verfall preisgegeben. Im Jahre 2005 wurden das Dach und die Fassade der von zwei Linden umgebenen Kapelle erneuert. Die Restaurierung des Wandbildes und des Kreuzes im Innern erfolgte 2009; zwei Jahre später erhielt die Kapelle eine neue hölzerne Figur ihres Schutzpatrons.